# 鋤簾
鋤簾（じょれん）は、水を含んだ砂や泥の除去、またはそれらに生息する魚介類を捕獲する道具。建築現場や発掘調査においても使用される。

## 農具
水が溜まった水路などから泥や砂を取り除く道具。鍬に似るが刃先の後ろに、すくい上げが容易なように湾曲が付いたり縁取りが付けられている。また、引き上げた際に水分が適当に除去できるよう、板状の部分には小穴やスリットが付いている。

## 漁具
シジミやアサリ、ハマグリなどの貝類、エビやシャコなどの甲殻類を採取する際に使う道具。大型の熊手に似るが、刃先の後ろに、引き上げた際に砂や小石だけ抜けるようバケット等（箕や金網）が付いているもの、とされている。船で使う大型のものは2m前後の大きさがあるが、浅瀬や波打ち際で使う小型のものは1m以下。また、法律上で大きさや形状等の定義はされていないため「貝類を砂泥から選り分けて集める機能を持つ」か否か、が判断基準になっている。。ホームセンターでも売られていることもあるが、労せずして大量の漁獲が得られるため各県で、条例や漁業調整規則で禁止漁具とされているため、（例:愛知県、三重県）、潮干狩り等、海のレジャーを楽しむ者（遊漁者）は、違法にならないよう注意しなければならない。さらに、漁業権が設定されている場所での採捕行為は漁業権の侵害（親告罪のため告訴が無ければ公訴を提起できない）となる可能性があり処罰（20万円以下の罰金刑）対象となることがある。

## その他
建築現場では土砂やコンクリートの敷き均しに使われる。また発掘調査においても使用される。